# Foss Dyke

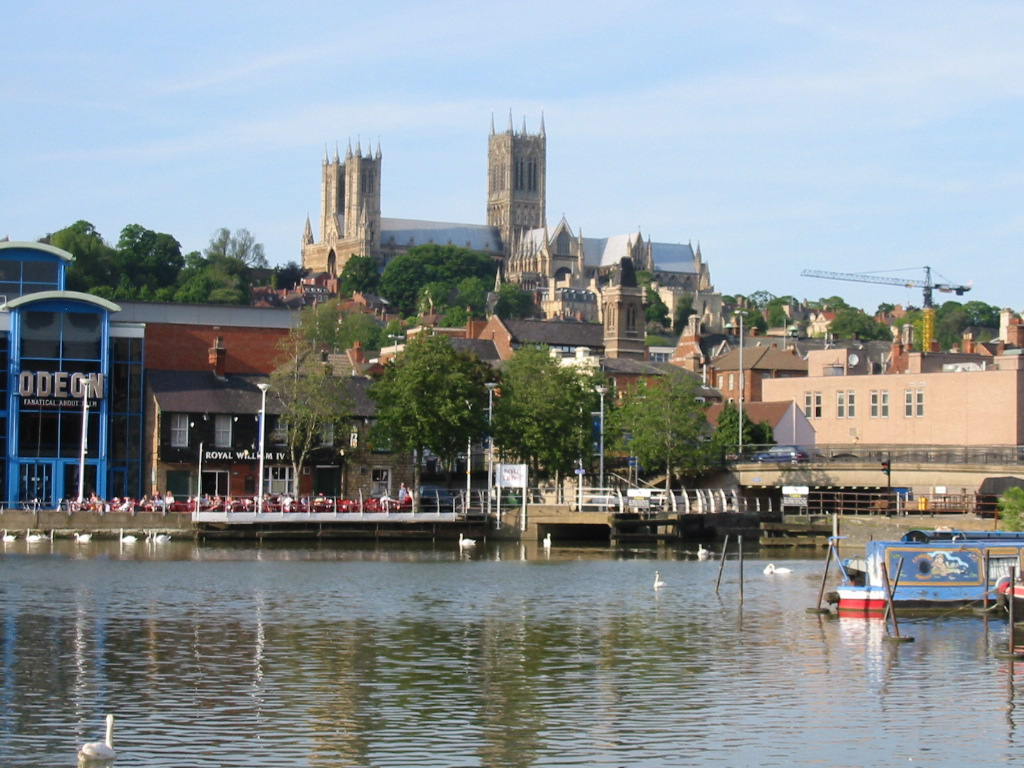
Zusammenfluss in Lincoln mit dem Fluss Witham

Der Foss Dyke, auch Fossedyke, ist der älteste noch schiffbare Kanal in England. Er wurde 120 n. Chr. als Römerkanal im heutigen Lincolnshire errichtet. Seine Länge beträgt 18 km. Er verbindet die Flüsse Trent bei Torksey und Witham bei Lincoln miteinander. Der Kanal weist eine Schleuse bei Torksey auf, die vom tideabhängigen Trent in den Kanal führt.
Unter der Herrschaft von König Heinrich I. von England 1121 und ein weiteres Mal im 18. Jahrhundert wurde der Kanal jeweils erneuert und vertieft.
1840 wurden weitere durchgreifende Unterhaltungsarbeiten durchgeführt, doch mit der Eröffnung der Eisenbahnlinie nach Lincoln im Jahre 1846 ging die wirtschaftliche Bedeutung des Kanals zurück. Die letzten kommerziellen Frachtschiffe lieferten bis 1972 Getreide. Heute wird der Kanal nahezu ausschließlich durch die Freizeitschifffahrt genutzt.